# Vladimir Makarov
Vladimir Makarov (Russisch: Владимир Васильевич Макаров) (Doesjanbe, 9 maart 1947 - Dnjeprodzerzjinsk, 11 augustus 1979) was een voetballer uit de Sovjet-Unie van Tadzjiekse afkomst. 

## Biografie
Makarov begon zijn carrière bij Energetik Doesjanbe, de grootste club van de Tadzjiekse SSR, dat in 1970 de naam Pamir aannam. In 1974 ging hij naar Tsjernomorets Odessa en was mee bepalend voor de derde plaats die de club dat jaar haalde in de Top Liga. Nadat hij nog een seizoen terugkeerde naar Pamir ging hij in 1978 voor Pachtakor Tasjkent spelen, waar hij de meest ervaren speler was, hoewel de jonge Vladimir Fjodorov wel al een aantal interlands gespeeld had. 
Hij kwam in 1979 met zijn ploegmaten om bij de vliegtuigbotsing bij Dnjeprodzerzjinsk. In 2001 werd hij postuum verkozen tot de selectie van de eeuw van Tsjornomorets Odessa.  